# Frejr
Frejr (także Frej, Frey, Freyr, Yngwe) – bóstwo falliczne z rodu Wanów, bóg urodzaju, roślinności, pokoju, płodności, bogactwa i radości, syn Njörðra i Skadi (albo nieznanej z imienia siostry Njörda), brat Frei. Władca świetlistych Alfów, jego małżonką jest uosabiająca ziemię Gerda.
Historycznie w święto Jul składa mu się ofiary z dzika i konia. W religii germańskiej koń związany jest przede wszystkim z tym bogiem i odgrywa dużą rolę w kultach urodzaju i płodności o jednoznacznie fallicznym charakterze.